# Teatre Zorrilla (Badalona)
El teatre Zorrilla és una sala d'espectacles de Badalona fundada el 1868. Va ser el segon teatre de la ciutat, i al llarg de la seva història ha acollit diferents tipus d'espectacles, a més de funcionar com a cinema entre 1905 i 1970, a partir de 1954 amb el nom de cine Aya. Hi han actuat moltes companyies i actors destacats, com Enric Borràs o Margarida Xirgu. Des de 1986 és propietat de l'Ajuntament de Badalona i és un dels tres teatres municipals de la ciutat. El 21 de gener de 1999 fou reinaugurat com a Centre d'Arts Escèniques de Badalona. Disposa d'una programació estable, a més de ser seu de festivals com FILMETS, el de màgia Li-Chang o el Blues & Ritmes.

## Descripció
Es tracta d'un teatre a la manera italiana, segueix el model dels teatres barrocs, en forma de ferradura, i amb elements decoratius propis dels teatres romàntics del segle xix, amb ornamentació rococó. Combina els elements més antics, com el sostre, on s'hi poden observar figures de color realitzades en paper maixé, amb elements moderns i funcionals.
Està edificat a l'interior d'una gran illa de cases limitada pels carrers de Mar, del Canonge Baranera, de Sant Miquel i de Francesc Layret, tot i que cap dels murs de la sala pròpiament dita dona directament al carrer. La seva entrada original es feia pel carrer de Mar, però amb les obres de rehabilitació i reforma es va traslladar al carrer del Canonge Baranera, 17, i l'altra ha quedat reservada com a sortida d'emergència. Amb tot, la façana encara conserva el seu aspecte original i s'hi pot llegir, treballat en pedra, «Cine Aya. A i Z. Teatro Zorrilla.».
L'interior està dividit entre l'espai per als espectadors, dividit en pisos, i l'espai per als artistes. Quant als espectadors, a més de la platea, al primer pis hi ha l'amfiteatre, i a sobre d'aquest un segon pis, anomenat popularment galliner. Actualment, el teatre té un aforament per a 450 espectadors. Pel que fa als artistes, existeix una sala d'assaig, una aula de formació i un espai a les escales del vestíbul que aprofita l'arquitectura de l'entrada principal per crear una zona singular on fer presentacions i muntatges teatrals de petit format, amb una capacitat de 50 localitats.

## Història

### Orígens
El teatre va ser iniciativa dels socis Miquel Perejoan i Lladó i Martí Amigó i Banús, que entre 1843 i 1868 van comprar diverses finques, conjuntament i per separat, amb una extensió total de 1.400 metres quadrats. Aquesta finca la van inscriure al Registre de la Propietat de Badalona amb el nom «Teatre Zorrilla», amb uns plànols aixecats pel mestre d'obres Martí Botey. Amb tot, tradicionalment s'ha atribuït l'obra a un altre mestre d'obres, Jaume Botey, les pintures als pintors Manuel Junyent i Joan Casanovas, a més d'atribuir erròniament la propietat a Francesc d'A. Amigó i Farreras.
Pel que fa al nom del teatre, amb l'edifici encara en construcció, se sap que Francesc Amigó i Farreras i Francesc Planas i Casals, fundador i director de El Eco de Badalona, amb el periodista Joaquín Asensio de Alcántara, amic de José Zorrilla, es van entrevistar amb el dramaturg, perquè autoritzés la utilització del seu nom en la sala de teatre badalonina.
D'altra banda, gràcies a una carta de pagament de 8 de desembre de 1870 se saben els professionals que van participar en les obres del teatre i la resta d'edificis que es van construir amb ell: el paleta Josep Renom i Vallonesta, els fusters Ramon Tarrades i Saladrigas i Joaquim Manció i Caballeria, els manyans Joan Prat i Renom i Josep Blanch i Burgués, el llauner i lampista Francesc Magri i Sulià, el pintor Joan Herrau i Gustems i, finalment, l'escultor Manuel Homs i Cornet.

### Inauguració
El teatre va ser inaugurat el 31 d'octubre de 1868, i es va convertir en el segon teatre de Badalona després del teatre Badalonès. La primera representació va ser l'obra dramàtica Traidor, inconfeso y mártir, de José Zorrilla, a càrrec de la companyia d'Antonio Mallí de Brignole.
Poc després, el 3 de gener de 1869, el dramaturg va visitar per primera vegada el teatre que portava el se nou, on se li va retre un fervorós homenatge, i va assistir a la representació del dia, amb Don Francisco de Quevedo, d'Eulogio Florentino Sanz, i la comèdia Las cuatro esquinas, de Mariano Pina Bohigas. Zorrilla encara visità una segona vegada el teatre el 2 de febrer, coincidint amb la inauguració de l'enllumenat de gas a la vila, on va veure la reposició de la seva obra Traidor, inconfeso y mártir, de nou a càrrec de la companyia de Mallí de Brignole.

### Activitats
Des de la seva inauguració i fins a 1905 el Zorrilla va funcionar exclusivament com a sala de teatre. Acollia representacions teatrals, sarsueles, operetes, però també altres tipus d'espectacles i esdeveniments com els saraus de Carnestoltes, drames litúrgics durant la quaresma i la Setmana Santa, actes benèfics, recitals de poesia, espectacles de dansa, homenatges, entre d'altres. Va ser el lloc on, l'agost de 1879, es van celebrar els primers Jocs Florals de Badalona, organitzats per Francesc Planas i Casals. A la sala hi van actuar moltes companyies barcelonines, a més de ser un espai habitual de les companyies amateurs i associacions culturals locals, on celebraven els seus actes.
La direcció del teatre va saber connectar amb els gustos i les inquietuds dels ciutadans. A l'escenari del Zorrilla hi van actuar algunes de les figures del teatre català més grans del moment, com Margarida Xirgu, Raquel Meller o Enric Borràs, qui, al llarg de la seva carrera, hi va actuar tantes vegades com li va ser possible. Per exemple, el 1897, any que en què Badalona va rebre el títol de ciutat, ell i el seu germà Jaume, van representar les obres Los Plebeyos i La Pasionaria, d'E. Marcial, però destaca sobretot l'estrena, amb la participació dels mateixos actors, el 13 de juny de 1897, a Terra Baixa, d'Àngel Guimerà, on la caracterització d'Enric Borràs en el personatge de Manelic el va consagrar definitivament com a actor. Una altra representació destacada va ser, el 25 d'octubre de 1933, Maria Rosa, de Guimerà, a càrrec d'Enric Borràs i Margarida Xirgu, tres dies abans que rebessin la medalla d'or de la ciutat.
Durant dècades va ser habitual, per Tots Sants, representar l'obra Don Juan Tenorio, de José Zorrilla.

#### Cinema

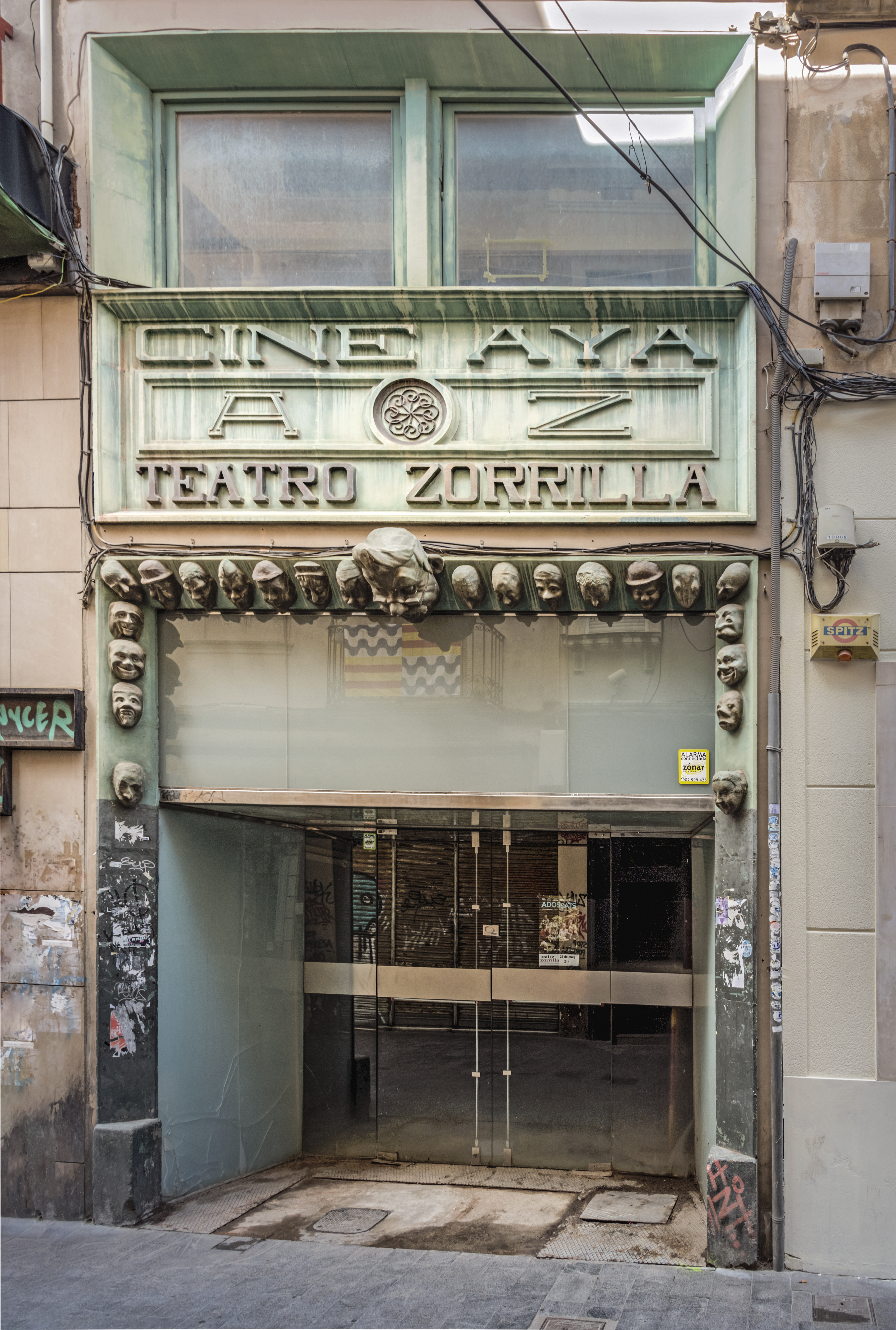
Porta antiga del teatre i cinema, amb el rètol original, al carrer de Mar. Actualment serveix com a sortida d'emergència.

El 1905, quan el teatre pertanyia ja a Teresa Pujol Costa, que l'havia comprat als hereus de Perejoan i Amigó el 1899, aquesta el va arrendar al badaloní Joaquim Nicolau, per convertir-lo en una cinema, el segona de la ciutat després del cine Mary, amb el qual ben aviat va rivalitzar. La inauguració va ser el 22 d'abril, i malgrat aquesta conversió va continuar havent-hi de manera esporàdica activitat teatral, com el 1910 quan es va anunciar obres de atres les durant l'estiu a càrrec de la companyia del teatre Romea de Barcelona.
El 1931, amb l'arribada del cinema sonor, la sala va haver d'adaptar-se i va tancar dos mesos per instal·lar els aparells de sonoritizació. Després de la guerra, el local va ser dirigit per l'empresari Josep Salsas i Arquer, i a partir de 1954 va canviar el seu nom per cine Aya. A més, el 1951 el propietari, David Cuyàs i Pujol, el va vendre a Joan Rifà i Rigola. Sembla que el canvi de nom responia al fet d'utilitzar una paraula de la primera lletra de l'alfabet, a més de fer servir la paraula «aya», que en castellà significa dida o nodrissa, denotant que, amb la desaparició del cine Mary, el Zorrilla havia esdevingut la degana de les sales de cinema badalonines, la qual havia nodrit i facilitat el creixement de les altres.
Inicialment, l'Aya es va dedicar a passar reestrenes, però a mitjan 1955 va arribar a un acord d'unificació de la programació amb els cinemes Picarol i Principal, mitjançant el qual les tres sales podien exhibir les mateixes pel·lícules, i mínim una havia d'oferir un programa apte per a menors durant la setmana. El mateix any, va deixar d'oferir espectacles de varietats, va instal·lar noves màquines, una pantalla panoràmica, i una potència lumínica adequada, després de molts anys sense fer reformes.
El cinema va acabar desplaçant definitivament el teatre, i la sala va mantenir activitat fins a 1970, quan va tancar definitivament. La sala amb els anys s'havia vist abocada a una progressiva degradació a causa de la crisi general del cinema i els problemes econòmics de l'empresa.

### Recuperació
El 1986, el propietari del teatre, Joan Rifà, va vendre'l a l'Ajuntament de Badalona, en un moment en què la ciutat de Badalona tenia una important mancança de sales d'espectacles. El consistori va aprovar un projecte de rehabilitació, adequació i reforma, elaborat per l'arquitecte gironí Joan Bosch i Agustí. El 10 de febrer de 1995 el Consell de Ministres d'Espanya va aprovar la inclusió del Zorrilla en el Pla de rehabilitació de teatres del segle xix, i el 28 de novembre del mateix any el Ministeri d'Obres Públiques va signar un conveni amb l'Ajuntament per tal de cofinançar les obres.
L'obra va costar gairebé 700 milions de pessetes, aportats a parts iguals pel Govern central i l'Ajuntament. S'hi va fer una intervenció arquitectònica de forta envergadura, que va recuperar i posar al dia el teatre, convertint-lo en el segon teatre municipal de la ciutat després del Principal, tot i que aquest originalment havia estat un cinema i no reunia les condicions específiques per a representacions teatrals.
El 21 de gener de 1999 el teatre va ser reinaugurat, reanomenat també com a Centre d'Arts Escèniques de Badalona, amb l'objectiu de fomentar les arts escèniques, no només amb produccions foranes, sinó afavorint la creació i producció teatral local. La inauguració la van presidir els reis d'Espanya, Joan Carles i Sofia, que van descobrir una placa commemorativa, i l'acte va comptar amb l'assistència de l'alcalde de la ciutat, Joan Blanch, el president de la Generalitat, Jordi Pujol, i el ministre d'educació i cultura, Mariano Rajoy, entre altres personalitats.
La primera programació va ser el recital del tenor català Jaume Aragall. No va ser una actuació oberta al públic sinó una festa d'ainguració per a badalonins relacionats amb el món de l'espectacle. Més tard es va fer el primer espectacle pel públic general: un muntatge de dansa de Romeu i Julieta, creat i interpretat per les escoles de dansa de Badalona.

## Actualitat
Actualment, al teatre Zorrilla hi tenen cabuda totes les arts escèniques. Disposa d'una programació estable, fins al dia d’avui, de teatre, música, dansa, a més dels festivals FILMETS Badalona Film Festival, Blues & Ritmes i el Festival Internacional de Màgia Memorial Li-Chang. També ha acollit altres tipus d'actes com la sessió inaugural de l'Any Pompeu Fabra, el 21 de febrer de 2018, o l'acte de nomenament dels membres d'honor de l'Acadèmia del Cinema Català el 2021.
Des de 1994 existeix un grup de badalonins interessats en el teatre i la cultura constituïts com a Associació Amics del Teatre Zorrilla, originalment amb l'objectiu de seguir de prop les obres de restauració del teatre, i actualment programen diverses activitats.